# Vanilla imperialis
Vanilla imperialis ist eine Pflanzenart aus der Gattung Vanille (Vanilla) in der Familie der Orchideen (Orchidaceae). Sie wächst als Kletterpflanze im tropischen Afrika.

## Beschreibung
Vanilla imperialis ist eine immergrüne Kletterpflanze. Der Spross ist mit zwei bis drei Zentimeter Durchmesser sehr dick, er weist keine Längsrillen auf. Die Blätter werden 15 bis 28 Zentimeter lang und fünf bis zwölf Zentimeter breit. Die Blattform ist oval mit kurzer, aufgesetzter Spitze. Der Blattgrund ist abgerundet, die Blätter sind nicht gestielt.
Der Blütenstand ist unverzweigt, bis zu 15 Zentimeter lang, dick und fleischig, er trägt zahlreiche, spiralig angeordnete Blüten. Die spitzen Tragblätter sind oval, kahnartig konkav gebogen, sie sitzen so dicht beieinander, dass sie sich überlappen und der Blütenstandsachse ein zapfenartiges Aussehen verleihen (bei ostafrikanischen Exemplaren ist dieses Merkmal weniger stark ausgeprägt). Blütenstiel und Fruchtknoten sind zusammen acht bis zehn Zentimeter lang. Sepalen und Petalen sind gelblich, etwa fünf bis acht Zentimeter lang und 1,6 bis zwei Zentimeter breit. Sie sind lanzettlich geformt und enden spitz. Die fünf bis sechs Zentimeter lange Lippe formt eine Röhre um die Säule, in der unteren Hälfte ist sie bauchig, der vordere Rand ist gewellt. Sie ist violett mit gelber Aderung oder gelb mit violetter Aderung. Die Spreite ist undeutlich dreilappig oder ungelappt, auf der Innenseite behaart oder kahl. Die Säule ist 3,6 Zentimeter lang und fast über die ganze Länge mit der Lippe verwachsen.

## Verbreitung
Vanilla imperialis kommt im tropischen Afrika vor. Im Westen reicht das Areal bis zur Elfenbeinküste und Ghana, im Zentrum werden Nigeria, Kamerun, Äquatorialguinea, Gabun und beide Kongos besiedelt, im Osten reicht das Areal bis Äthiopien, Uganda und Tansania, im Südwesten erreicht die Art noch Angola. Sie wächst im tropischen Regenwald oder in Wäldern mit kurzer Trockenzeit, auch in Lichtungen. Sie erreicht Höhenlagen bis 1300 Meter.

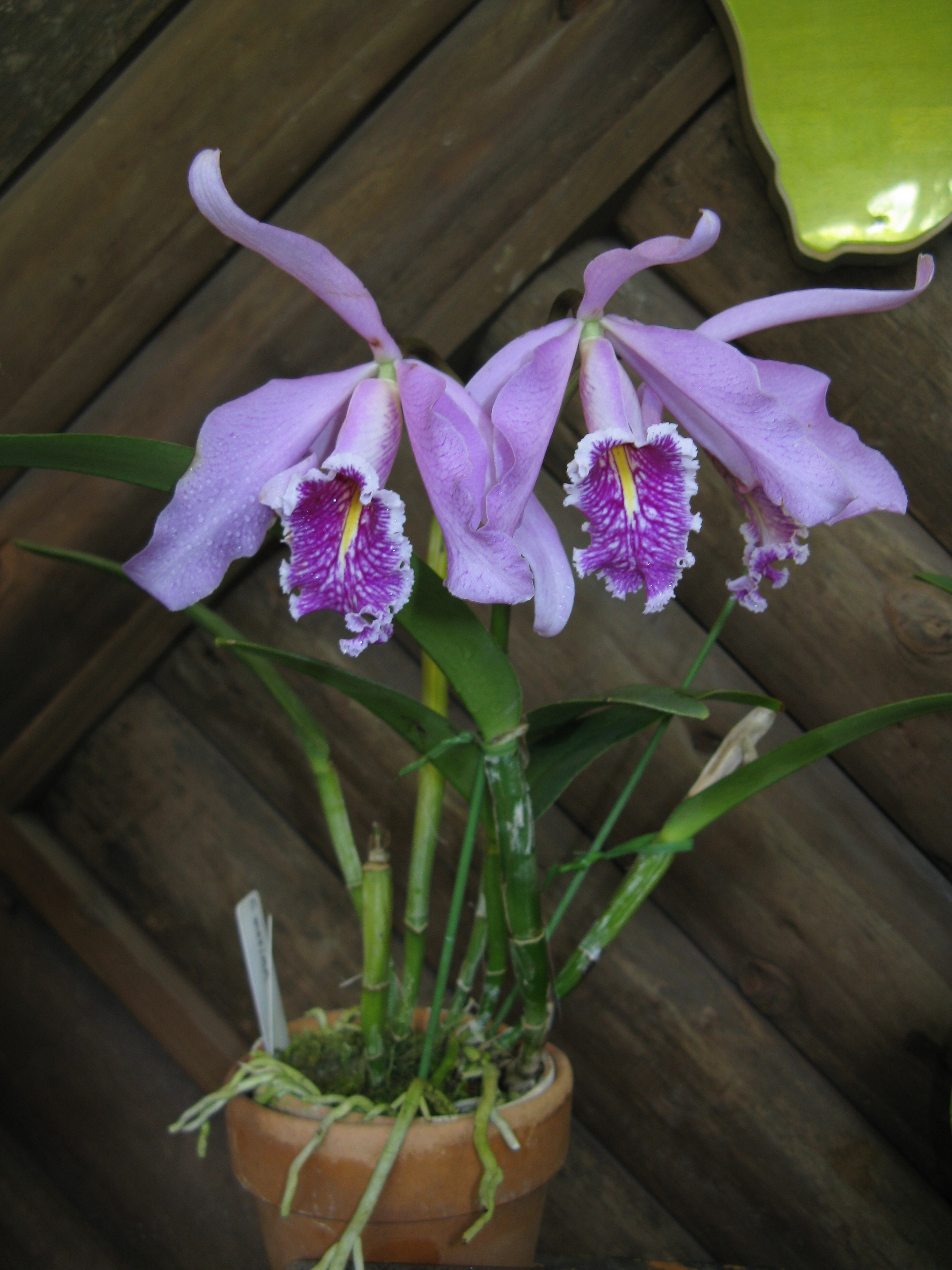
Cattleya maxima

## Systematik und botanische Geschichte
Vanilla imperialis wurde 1896 von Friedrich Wilhelm Ludwig Kraenzlin erstmals beschrieben. Eine Varietät congolensis, 1921 von De Wildeman beschrieben, unterscheidet sich nur geringfügig in den Abmessungen und wird nicht mehr anerkannt. De Wildemann gibt für diese Varietät gekrümmte, bis 40 Zentimeter lange Kapselfrüchte an. Ebenfalls als Synonym zu Vanilla imperialis gilt die 1904 von De Wildemann beschriebene Vanilla lujae. Die Artbezeichnung "imperialis" = fürstlich, kaiserlich wählte Kraenzlin wegen der besonders großen Blüte, die er mit der von Cattleya maxima Lindl. verglich.
Innerhalb der Gattung Vanilla wird Vanilla imperialis in die Untergattung Xanata und dort in die Sektion Tethya, die alle Arten der Paläotropis enthält, eingeordnet. Nach Portères ähnelt sie weiteren afrikanischen Arten wie Vanilla seretii und Vanilla nigerica, des Weiteren auch Vanilla chalotii. Soto Arenas und Cribb nennen keine dieser Arten als nahe Verwandte, stattdessen sei sie nah mit Vanilla ochyrae und Vanilla polylepis verwandt, sowie mit Vanilla grandifolia.